# Ardengo Soffici
Ardengo Soffici (7. dubna 1879 Rignano sull'Arno, Toskánsko – 19. srpna 1964 Forte dei Marmi, Toskánsko) byl avantgardní italský malíř, básník a umělecký kritik, v meziválečné době známý jako jeden z teoretiků a propagátorů futurismu.

## Život a dílo

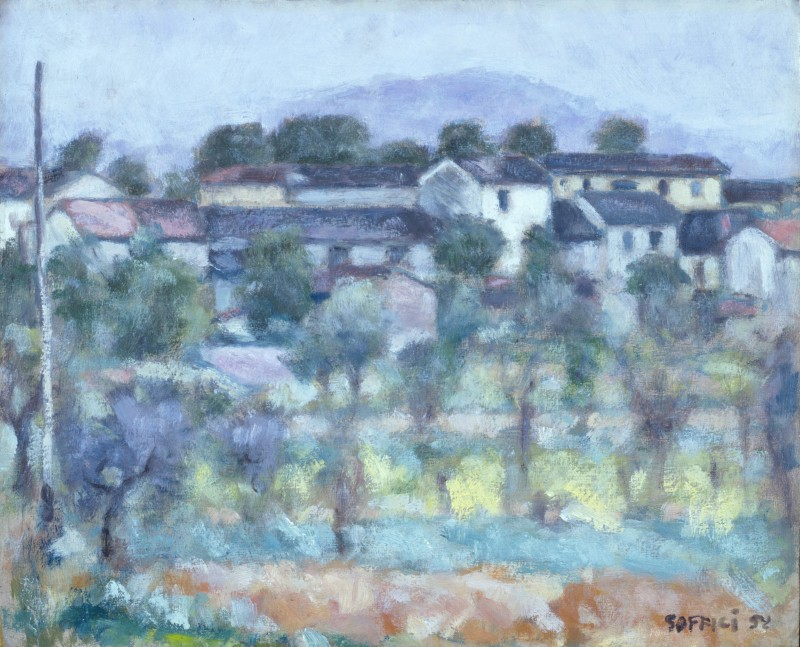
Pohled na Poggio; (1952) Fundace Cariplo-Soffici Ardengo

Po roce 1900 odcestoval do Paříže, kde jej inspirovali Guillaume Apollinaire, Pablo Picasso a Max Jacob, od jejich fauvismu se  posunul k italskému futurismu Filippa Marinettiho, jehož manifest tam byl roku 1909 otištěn v deníku Figaro. 
Po návratu do Florencie futurismus ve své básnické a malířské tvorbě sdílel.  
Vystavoval mj. s českou Skupinou výtvarných umělců.
Po druhé světové válce se zařadil mezi malíře středního proudu. Je pohřben v Poggio a Caiano, kde je také jeho muzeum.